# Diecezja Tarma
Diecezja Tarma (łac. Dioecesis Tarmensis) – diecezja Kościoła rzymskokatolickiego w Peru. Należy do metropolii Huancayo. Została erygowana 21 grudnia 1985 roku przez papieża Jana Pawła II bullą Cum satis na miejsce istniejącej od 1958 roku prałatury terytorialnej.

## Ordynariusze

### Prałaci Tarma
- Antonio Kühner y Kühner MCCJ, (1958 - 1980)
- Lorenzo Unfried Gimpel MCCJ, (1980 - 1985)

### Biskupi Tarma
- Lorenzo Unfried Gimpel MCCJ, (1985 - 1988)
- Luis Abilio Sebastiani Aguirre SM, (1992 - 2001)
- Richard Daniel Alarcón Urrutia, (2001 - 2014)
- Luis Alberto Barrera Pacheco, (2016 - 2021)
- Timoteo Solórzano Rojas, (od 2022)